# Session Beans
A Session Bean (munkamenet bean) a Java Platform, Enterprise Edition specifikációkban  az Enterprise Bean egyik típusa. Ezen kívül jelenleg létezik még Message Driven Bean (üzenetvezérelt bean) ill. a 2006 előtti EJB verziók esetén volt egy harmadik bean típus, az Entity Bean (entitás bean). Az EJB 3.0-ban (Java EE 5) az Entity Bean-eket felváltották a Java Persistence API-val.
Ellentétben a JPA entitásokkal, amelyik adatbázisban tárolják a perzisztens adatokat, a Session Bean egy üzleti folyamatot képvisel, melyet az EJB konténer vezérel.
A Session Bean egy egyszerű kliens kérést (pl. adatbázis-hozzáférés),  illetve üzleti folyamatokat (pl. hitelkártya-kezelés) reprezentál a szerveren. Elválasztja a klienst a szerver által végzett bonyolultabb tevékenységektől. Általában egyszerre csak egy klienst tud kiszolgálni. Ha a szerver leáll, akkor a Session Bean is elveszik. A Session Bean objektum lehet állapotmentes, állapottartó vagy egypéldányos.

## Állapotmentes session bean
Az állapotmentes Session Bean (angolul stateless) nem perzisztens bean. A Session Bean a példányaiban állapottal nem rendelkezik, ezért a metódusok végrehajtásához szükséges összes adata a metódusok paramétereiből származik. Általában általános feladatokat lát el a kliens részére, tehát olyan üzleti funkcionalitásokat valósít meg, amelyek során nem történik állapottárolás. A kliens és a bean kommunikációja szinkron módon történik. Semmilyen klienssel kapcsolatos információt nem tart meg a kliens egyes hívásai között, csak a metódus végrehajtásának idejére tud adatokat tárolni. 
Az állapotmentes Session Bean osztályokat @Stateless annotációval kell ellátni.
Példa az állapotmentes Session Bean-re:
```
package
 
com.sun.tutorial.javaee.ejb
;

import
 
javax.ejb.Stateless
;

import
 
javax.jws.WebMethod
;

import
 
javax.jws.WebService
;

@Stateless

public
 
class
 
HelloServiceBean
 
{

    
private
 
String
 
message
 
=
 
"Hello, "
;

    
public
 
void
 
HelloServiceBean
()
 
{}

    
public
 
String
 
sayHello
(
String
 
name
)
 
{

        
return
 
message
 
+
 
name
 
+
 
"."
;

    
}

}

```

## Állapottartó session bean
Az állapottartó Session Bean-ben (angolul stateful) a tagváltozó egy egyedi kliens munkamenetet reprezentál. A bean valójában összekötő elem a kliens és az alkalmazás komponensei között. Az állapotát a kliens munkamenet ideje alatt őrzi meg. Használata olyan esetben indokolt, amikor a kliens egyes hívásai között is szeretnénk megőrizni az adatokat. Az állapottal rendelkező Session Bean-eket a @Stateful annotációval kell ellátni.

## Egypéldányos session bean
Az egypéldányos Session Bean egy példányban létezhet egy alkalmazásban, életciklusa az alkalmazás életciklusával azonos. Használható például arra, hogy az alkalmazás indulásakor inicializálási feladatokat hajtson végre, vagy pedig olyan adatok tárolására, amelyeket alkalmazásszinten akarunk elérni. Az EJB konténer garantálja, hogy mindig fenn fog tartani egy megosztott példányt a egypéldányos session bean-ből. Az EJB 3.1-ben jelentek meg. Az egypéldányos session bean-eket a @Singleton annotációval hozhatunk létre.
Példa a Singleton Session Bean-re:
```
@Startup

@Singleton

public
 
class
 
StatusBean
 
{

  
private
 
boolean
 
status
;

  
@PostConstruct

  
public
 
void
 
init
()
 
{

    
status
 
=
 
"Ready"
;

  
}

  
...

}

```

## Külső hivatkozások
- What Is a Session Bean? (Sun's Java EE 5 Tutorial)
- What is a Session Bean ? (Sun's Java EE 1.4 Tutorial)
- Enterprise Beans lifecycle (1.4)